# Héroes del aire (película)
Héroes del aire es una película española de drama estrenada en 1958, dirigida por Ramón Torrado y protagonizada en los papeles principales por Lina Rosales, Alfredo Mayo, Maria Piazzai y Julio Núñez.

## Sinopsis
El accidente de un piloto del Servicio de Búsqueda y Salvamento del Ejército del Aire hace revivir a los participantes en la investigación hechos ocurridos cuando se conocieron en 1937.

## Reparto
- Lina Rosales como	Isabel
- Alfredo Mayo como Coronel Gonzalo Rivas
- Maria Piazzai como Herminia
- Julio Núñez como Capitán Alfredo Soler
- José Marco como Ramón Ruiz
- Antonio Riquelme como	Andaluz
- Carlos Casaravilla como Ibáñez
- Xan das Bolas como	Percebe
- Félix Dafauce como Médico
- Mario Berriatúa como Guzmán
- Francisco Montalvo como Morales
- José Sepúlveda como Comandante rojo
- Javier Armet como Carlos
- José Prada como Señor serio
- Francisco Bernal como Teniente Aznar
- José Calvo como Capitán
- Vicente Ávila como Capitán
- José Riesgo como Luis
- Antonio Casas como	Asesor
- Rufino Inglés como	Comandante
- Julio Goróstegui como General
- Ángel Córdoba como Teniente
- Tomás Blanco como Ernesto
- Lorenzo Robledo como Soldado
- Pedro Fenollar como Miguel

## Reconocimientos
Festival Internacional del Cine de San Sebastián de 1957
| Sección                             | Resultado |
| Sección oficial (fuera de concurso) | Incluida  |
| ----------------------------------- | --------- |